# Луки, рідколісся та ліси Драконових гір
Луки, рідколісся та ліси Драконових гір (ідентифікатор WWF: AT1004) — афротропічний екорегіон гірських луків та чагарників, розташований в горах Південної Африки.

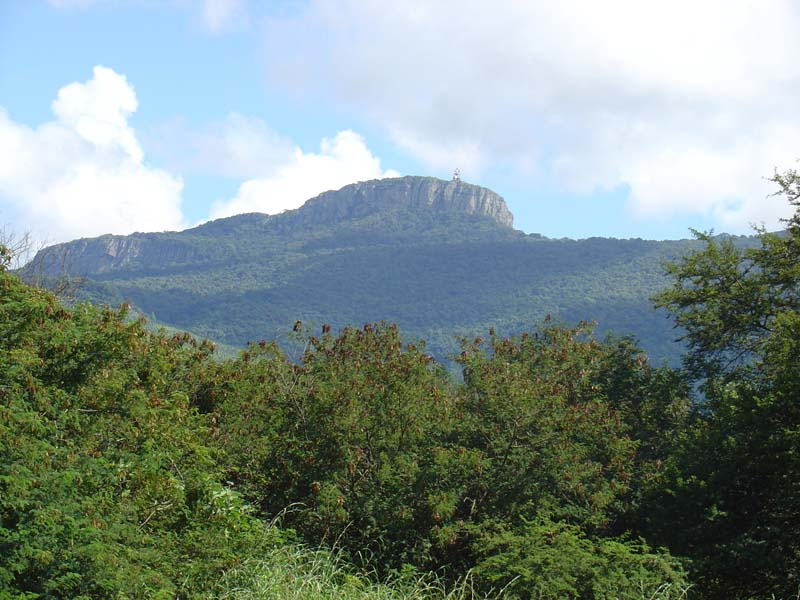
Ландшафт Саутпансбергу

## Географія
Екорегіон луків, рідколісь та лісів Драконових гір простягається від крайнього сходу Західнокапської провінції в ПАР через більшу частину Східнокапської провінції та провінції Квазулу-Наталь до центральних районів Мпумаланги та північних районів Лімпопо, а також включає більшу частину Лесото та захід Есватіні. Він охоплює середні висоти Драконових гір або Дракенсбергу, а також Лесотське нагір'я та деякі інші гірські масиви Великого Уступу, зокрема гори Стормберг, Саутпансберг та Блуберг.
Висота екорегіону коливається від 1800 до 2500 м над рівнем моря. З геологічної точки зору основу гір регіону складають пісковики та сланці Кару та інтрузивні долерити. На відносно пологих північних схилах Драконових гір луки та ліси регіону переходять у савани Бушвельду, луки Хайвельду та напівпустелі Нама-Кару, а на більш стрімких південних схилах — у чагарники та хащі Мапуталенду та Пондоленду та у гірські ліси Книсни та Аматоле. На найвищих гірських вершинах Дракенсбергу поширені високогірні луки та рідколісся Драконових гір.

## Клімат
В межах екорегіону переважає гірський субтропічний клімат (Cwb за класифікацією Кеппена) або вологий субтропічний клімат (Cwa за класифікацією Кеппена). Температура протягом року коливається від 40 °C до -13 °C і в середньому становить 15 °C. Взимку часто трапляються морози, хоча сніг випадає рідко. Середньорічна кількість опадів коливається від 450 мм на південному заході до понад 1100 мм над південному сході, а на найвищих вершинах регіону вона може становити близько 1900 мм. Загалом регіон характеризується прохолодними та вологими кліматичними умовами, за винятком Лесотського нагір'я, що лежить у дощовій тіні.

## Флора
В межах екорегіону зустрічаються різноманітні рослинні угруповання, розподіл яких залежить від клімату та висоти над рівнем моря. На відкритих вологих схилах переважають гірські луки, а в долинах ростуть гірські ліси. Зі зниженням висоти гірські ландшафти переходять у чагарникові хащі та ліси, а далі — у луки та савани. Загалом Драконові гори є центром Афромонтанського регіону в Південній Африці. На відміну від гір, що лежать далі на північ, і де афромонтанські угруповання зустрічаються лише на висоті понад 2000 м над рівнем моря, тут широта компенсує висоту, що дозволяє гірським рослинним угрупованням зустрічатися майже на рівні моря.
Серед трав, що домінують на луках Дракенсбергу, слід відзначити вишневий моноцимбій (Monocymbium ceresiiforme), нитколистий дігетеропогон (Diheteropogon filifolius), центровий спороболус (Sporobolus centrifugus), гусіннєву траву (Harpochloa falx), щіточкову траву (Microchloa altera), цимбопогон Дітерлена (Cymbopogon dieterlenii) та волохату еулалію (Eulalia villosa). Найчастіше вони ростуть на вилугованих, кам'янистих, неглибоких ґрунтах, характерних для вологих, прохолодних і стрімких гірських схилів. Серед інших трав, що зустрічаються в регіоні, слід відзначити роговиколистий цмин (Helichrysum cerastioides), гірськолюбний цмин (Helichrysum oreophilum), спіральний цмин (Helichrysum spiralepis), різноцвіту сеарсію (Searsia discolor), селаго Галпіна (Selago galpinii), гірську клутію (Clutia monticola) та очиткоподібну себею (Sebaea sedoides). На нижніх схилах Драконових гір росте однорічний тонконіг (Poa annua), волосиста гіпарренія (Hyparrhenia hirta), розлога арістида (Aristida diffusa) та колосистий шорсткоборідник (Trachypogon spicatus), а в трав'янистому підліску лісів регіону — тупоконечна лимонна трава (Elionurus muticus), абіссинська екзотека (Exotheca abyssinica), звичайна лудетія (Loudetia simplex), вишневий моноцимбій (Monocymbium ceresiiforme), тритичинкова темеда (Themeda triandra) та різні види бородачника (Andropogon spp.), сигнальної трави (Brachiaria spp.), пальчатки (Digitaria spp.), гіпарренії (Hyparrhenia spp.), перлового проса (Pennisetum spp.) та мишія (Setaria spp.). Серед поширених в регіоні кущів слід відзначити зубчасту сеарсію (Searsia dentata) та шовковий білокущ (Leucosidea sericea).
У Драконових горах ростуть одні з найбільших масивів хвойних лісів в Африці, основу яких складають капські голонасінники (Gymnosporia peduncularis), широколисті ногоплідники (Podocarpus latifolius), колючі крилатопадубники (Pterocelastrus echinatus), гірські тверді груші (Olinia emarginata) та африканські червоні груші (Scolopia mundii), а також різні види ногоплідників (Podocarpus) та віддрінгтоній (Widdringtonia). Існують свідчення, що подокарпові ліси були більш поширеними в провінції Квазулу-Наталь до останнього льодовикового максимуму.
Флора екорегіону вирізняється високим біорізноманіттям та рівнем ендемізму. Тільки на півдні Квазулу-Наталя зареєстровано понад 1261 вид рослин, з яких близько 30 % є ендемічними для Драконових гір. Найвищий рівень ендемізму спостерігається серед трав'янистих рослин, що ростуть на середніх висотах гір, на висоті від 1500 до 2500 м над рівнем моря. Серед ендеміків Дракенсбергу слід відзначити весняну паурідію (Pauridia verna), червону зірку Баура (Hypoxis baurii), косарики Сондерса (Gladiolus saundersii), пониклий глумікалікс (Glumicalyx nutans), гірську кратерокапсу (Craterocapsa montana), а також духмяну дісу (Disa fragrans), дісперіс Віла (Disperis wealei) та кілька видів браунлей (Brownleea spp.) та інших орхідей. Ендеміками Лесото є лесотський глумікалікс (Glumicalyx lesuticus) та лесотські гвоздики (Dianthus basuticus var. basuticus). Близько 100 ендемічних видів рослин зустрічаються серед кварцитових та доломітових скель в ізольованих гірських масивах Саутпансберг та Блуберг на крайньому північному сході регіону.

## Фауна
В межах екорегіону зустрічаються одні з найбільших в ПАР популяцій копитних тварин, зокрема звичайних канн (Taurotragus oryx), великих редунок (Redunca arundinum), гірських редунок (Redunca fulvorufula), сірих ребоків (Pelea capreolus) та чорних гну (Connochaetes gnou). Також на луках Драконових гір зустрічаються капські гірські зебри (Equus zebra zebra), орібі (Ourebia ourebia), блесбоки (Damaliscus pygargus phillipsi), спрингбоки (Antidorcas marsupialis), звичайні стенбоки (Raphicerus campestris), руді конгоні (Alcelaphus buselaphus caama), африканські бородавочники (Phacochoerus africanus), верветки (Chlorocebus pygerythrus), ведмежі павіани (Papio ursinus), південноафриканські їжатці (Hystrix africaeaustralis) та капські дамани (Procavia capensis). 
Серед хижих ссавців, що зустрічаються в регіоні, слід відзначити африканського леопарда (Panthera pardus pardus), звичайного каракала (Caracal caracal), сервала (Leptailurus serval), чепрачного шакала (Lupulella mesomelas), африканську цивету (Civettictis civetta), африканську смугасту ласицю (Poecilogale albinucha) та медоїда (Mellivora capensis). Ендеміками екорегіону є дрібні мишоподібні землерийки (Myosorex tenuis) та златокроти Ганнінга (Neamblysomus gunningi), а майже ендемічними його представниками — скельні кролики Х'юїтта (Pronolagus saundersiae) та отомиші Слоггета (Myotomys sloggetti).
Орнітофауна екорегіону вирізняється високим різноманіттям. Майже ендемічними представниками регіону є блакитні корхаани (Eupodotis caerulescens), турако-книсни (Tauraco corythaix), чагарникові баблери (Sylvia nigricapillus), лісові щедрики (Crithagra scotops), натальські щедрики (Crithagra symonsi), рудогузі золотокоси (Cossypha dichroa), жовті єрники (Anthus chloris), чорнощокі трав'янки (Campicoloides bifasciatus), синьошиї скеляри (Monticola explorator), жовтогруді принії (Prinia hypoxantha), червоногруді маріки (Cinnyris afer) та скельні щеврики (Anthus crenatus). Також в горах регіону живуть рідкісні південні ібіси-лисоголови (Geronticus calvus), ягнятники (Gypaetus barbatus) і сіроголові дятли (Geocolaptes olivaceus) та ендемічні південні шпорці (Heteromirafra ruddi).
Серед усіх груп тварин ендемізм найбільш виражений серед плазунів. Серед поширених в екорегіоні плазунів близько 40 % є майже ендемічними, а 24 види плазунів, зокрема саутпансберзькі скельні ящірки (Vhembelacerta rupicola), волькберзькі безногі сцинки (Acontias rieppeli) та саутпансберзькі карликові гекони (Lygodactylus soutpansbergensis), є ендеміками регіону. Майже ендемічними представниками регіону є кілька видів амфібій, зокрема довгопалі лісові жаби (Leptopelis xenodactylus), жалібні вузькороті жаби (Breviceps verrucosus), крихітні жаби Пойнтона (Cacosternum poyntoni) та дракенберзькі річкові жаби (Amietia delalandii), а лісові вузькороті жаби (Breviceps sylvestris) є ендеміками регіону.

## Збереження
Значною загрозою для збереження природи регіону є його фрагментація, спричинена розвитком сільського господарства. Від 32 % до 42 % площі екорегіону було перетворено на пасовища, поля та інші сільськогосподарські угіддя. Також природі регіону загрожує ерозія ґрунту, перевипас худоби та поширення інвазивних видів рослин.
Близько 5,98 % площі екорегіону є заповідними територіями. На крайньому південному сході екорегіону розташований парк Хлухлуве-Імфолозі, найстаріший природний заповідник в Африці. В ньому живуть значні популяції саванних слонів (Loxodonta africana), левів (Panthera leo), чорних носорогів (Diceros bicornis), білих носорогів (Ceratotherium simum simum), африканських буйволів (Syncerus caffer), африканських леопардів (Panthera pardus pardus), південноафриканських гепардів (Acinonyx jubatus jubatus), гієнових собак (Lycaon pictus) та інших великих ссавців. Цей парк відіграв значну роль у відновленні популяції білого носорога, який майже вимер наприкінці XIX століття. Сьогодні практично кожен південний білий носоріг у світі походить з цього заповідника. Тут живе близько 18 % білих носорогів ПАР та 17 % чорних носорогів Африки. Частина екорегіону лежить в межах транскордонного парку Малоті-Дракенсберг, який у 2013 році був внесений до списку Світової спадщини ЮНЕСКО.